# Pollenia flava
Pollenia flava är en tvåvingeart som först beskrevs av Aldrich 1930.  Pollenia flava ingår i släktet vindsflugor, och familjen spyflugor. Inga underarter finns listade i Catalogue of Life.